# 東京室内歌劇場
東京室内歌劇場（とうきょうしつないかげきじょう 英: The Tokyo Chamber Opera Theatre）は、日本のオペラ団体である。

## 概要
1969年（昭和44年）、畑中良輔・栗山昌良・若杉弘・三谷礼二・杉田村雄によって「『室内歌劇』を通じ、今日における劇場音楽芸術の可能性を追求し、以って我が国のオペラ振興に寄与する事」を目的として創立された。
オープンはオルフ『賢い女』とガルッピ『田舎の知恵者』。第一生命ホール支配人であった杉田は読売新聞社に掛け合い共催を取り付けた。美術は若杉が妹尾河童を引き入れ、衣裳は栗山が緒方規矩子を引っ張り込んだ。三谷は友人でカフェレストラン「ジロー」を経営する沖広治から融資を取り付けた。伴奏は小林道夫が工夫を加え、維持会員には川端康成、中村眞一郎、堀多恵子といった文化人が名を連ねたという。
運営は1976年（昭和51年）より会員互選による運営委員会によって成されたが、2011年（平成23年）に2億円を超える補助金の不正受給が発覚。団体の存続も危ぶまれたが、2013年（平成25年）6月3日に「一般社団法人 東京室内歌劇場」が設立され、現在はオペラ・コンサート公演の他、カルチャー教室や各種セミナーなども開催し、外部団体、企業、教育機関等のオペラ、コンサート公演制作請負業務も行っている。
一方、それまでの「任意団体 東京室内歌劇場」は会員からの会費の徴収業務に専念していたが、2020年8月に事業を停止。同年12月23日に東京地方裁判所から破産手続開始決定を受けた。
公演回数は2018年末日までに229回を数える。

## 役員
- 代表理事 杉野正隆[6] ※他の役職員については公式ホームページを参照

## アーティスト
- 約300人の音楽家が会員となっている[9]。

## 主な受賞歴
出典：
- 1973年（昭和48年）第3回モービル音楽賞
- 1988年（昭和63年）音楽之友社賞 『曽根崎心中』（入野義朗）『脳死をこえて』（原嘉壽子）
- 1996年（平成8年）第24回ジロー・オペラ賞特別賞
- 1999年（平成11年）第7回三菱信託音楽賞 『ヴェニスに死す（英語版）』（ベンジャミン・ブリテン）
- 2007年（平成19年）第15回三菱信託音楽賞 『欲望という名の電車（英語版）』（アンドレ・プレヴィン）